# Deicide
Deicide je američkog death metal-sastav iz Tampe osnovan u 1987. godine.

## Povijest
Sastav osnovali 1987. godine bubnjar Steve Asheim s braćami Hoffmann i pjevačem Glenom Bentonom. U početku sastav se zvao Carnage, nakon Amon a 1989. godine je promijenio ime u Deicide. Prvi studijski album Deicide objavljen je 1990. Drugi album Legion 1992. Prvi albumi sastava smatraju se klasicima žanra death metal. Godine 2004. sastav napustili braća Hoffmann. Benton i Asheim je jedini članovi sastava koji se pojavio na svi albumima. Do danas sastav objavio je dvanaest studijskih albuma, posljednji Overtures of Blasphemy u rujna 2018. godine.

## Diskografija
Studijski albumi
- Deicide (1990.)
- Legion (1992.)
- Once upon the Cross (1995.)
- Serpents of the Light (1997.)
- Insineratehymn (2000.)
- In Torment in Hell (2001.)
- Scars of the Crucifix (2004.)
- The Stench of Redemption (2006.)
- Till Death Do Us Part (2008.)
- To Hell with God (2011.)
- In the Minds of Evil (2013.)
- Overtures of Blasphemy (2018.)
- Banished by Sin (2024.)

Koncertni albumi
- When Satan Lives (1998.)

Kompilacije
- Amon: Feasting the Beast (1993.)
- The Best of Deicide (2003.)

DVD
- When London Burns (2006.)
- Doomsday L.A. (2007.)

## Članovi sastava
Trenutna postava
- Glen Benton - vokali, bas-gitara (1987. - danas)
- Kevin Quirion - gitara (2008. – 2009., 2009. – 2010., 2011. – danas)
- Chris Cannella - gitara (2019. - danas)
- Steve Asheim - bubnjevi (1987. - danas)

Bivši članovi
- Eric Hoffman - gitara (1987. – 2004.)
- Brian Hoffman - gitara (1987. – 2004.)
- Mark English - gitara (2016. – 2019.)
- Jack Owen - gitara (2004. – 2016.)
- Ralph Santolla - gitara (umro) (2005. – 2007., 2008. – 2009., 2010. – 2011.)